# Toussaint du Breil de Pontbriand
Toussaint du Breil de Pontbriand (Dinan, 2 settembre 1776 – Saint-Lormel, 2 febbraio 1844) è stato un ufficiale e nobile francese.

## Biografia
Toussaint Marie du Breil de Pontbriand nacque il 2 settembre 1776 all'Hôtel de Pontbriand a Dinan, figlio quartogenito di Joseph Victor du Breil, conte di Pontbriand, e di sua moglie Agathe du Plessis de Grenédan. Era membro di una famiglia della nobiltà bretone. Il 12 settembre 1796 sposò Colette Appoline Marie Picquet du Boisguy, la quale lo accompagnò nella sua esperienza militare venendo condannata a morte durante la rivoluzione.
All'età di quattordici anni, Touissant era già stato reclutato nell'associazione bretone di Rouerie che stava conducendo un movimento antirivoluzionario, ma a seguito di una denuncia venne costretto ad emigrare nel 1791. Tornò in Francia il 25 dicembre 1792, ma venne arrestato al suo sbarco nei pressi di Dol-de-Bretagne, venendo incarcerato nel castello di Saint-Malo e poi nella torre di Solidor a Saint-Servan. Dopo otto mesi di detenzione, con una condanna a morte pendente sopra la testa, riuscì a fuggire grazie alla complicità di un suo carceriere, commossosi per la sua giovane età. Per non destare sospetti, si unì all'esercito rivoluzionario col nome di Lebreton e venne inquadrato nel 4º reggimento ussari, ma solo per raggiungere il fronte orientale ed unirsi agli chouans di Saint-Ouën-des-Toits nel 1795 , disertando l'esercito rivoluzionario e diventando colonnello.
Nel Basso Maine riorganizzò i volontari e venne nominato comandante militare del cantone di Argentré-du-Plessis nel maggio 1795. Con Henri du Boishamon, fu luogotenente di Alexis du Bouays de Couësbouc all'interno dell'esercito cattolico e reale di Rennes e Fougères.
Il 30 giugno 1795, con 2 compagnie di La Croixille e Bourgon, non riuscì ad impedire a un distaccamento repubblicano di 600 uomini di passare per La Gravelle per andare nel Morbihan, ma combatté molte battaglie vittoriose in Bretagna. Riunì le compagnie di Bourgon, Bourgneuf, La Croixille e Saint-Ouën-des-Toits il 22 luglio 1795 sotto il proprio comando e alla fine di gennaio del 1796, respinse da Juvigné una colonna repubblicana di 400 uomini.
Nominato tenente colonnello il 10 marzo 1796, prese parte a diverse battaglie con le divisioni di Fougères e Vitré, come quella di Pont de Cantache e di Pocé agli ordini del generale Aimé Picquet du Boisguy.
Dopo la firma della pace nel 1796, tornò nella sua abitazione in Bretagna, ma nel settembre del 1799 dovette riprendere le armi e venne nominato colonnello in capo della divisione del distretto di Dinan, sollevando i volontari locali. Il 19 febbraio 1800 si arrese. Rifiutò, come Boisguy, le offerte del primo console Napoleone Bonaparte che lo avrebbe voluto reintegrare a pieno titolo nell'esercito repubblicano, ma preferì invece ritirarsi nel suo castello di Ville Robert presso Saint-Lormel e, con la Restaurazione, Luigi XVIII gli concesse la croce di cavaliere dell'Ordine di San Luigi il 7 settembre 1814.
Riprese servizio durante la guerra di Vandea del 1815 e, quando l'occupazione straniera gravò sulla Francia, stipulò un accordo con il barone generale Wangler, secondo il quale le truppe prussiane non avrebbero superato i limiti dei cantoni occupati dalle truppe realiste. Incaricato nel novembre del 1815 di addestrare una legione per la regione della Côtes-du-Nord, il 29 dicembre 1816 venne nominato colonnello nello stato maggiore, poi luogotenente del re per le isole di Hyères e quindi all'isola di Roy.
Tornò in patria nel dicembre del 1817.
Chiese di rientrare in servizio durante la guerra civile spagnola del 1823, nell'Esercito dei Pirenei, incaricato dal duca di Reggio del comando militare di Toledo, dove riuscì a mantenere l'ordine, nonostante le crescenti pressioni popolari. Al termine di questa campagna ricevette la croce di cavaliere della Legione d'Onore e la croce d'alloro dell'Ordine di San Ferdinando di Spagna. Fu poi nominato governatore dell'isola di León, vicino a Cadice, incarico in cui sarebbe rimasto fino alla fine dell'occupazione francese. Si imbarcò a Cadice, il 5 maggio 1828, a bordo della nave "La Truite", per tornare definitivamente in Francia.
Si ritirò quindi nel suo castello di Ville-Robert, dove si dedicò alla scrittura delle sue memorie, alcune delle quali integrate con altri appunti e scritti dei suoi commilitoni, in particolare di de Boisguy.
Morì il 2 febbraio 1844 a Ville-Robert, Saint-Lormel, e venne sepolto nel cimitero di Palduno accanto alla moglie.
Ebbe i seguenti figli:
- Edmond Toussaint Marie, nato il 28 giugno 1797, morto il 2 luglio 1851
- Camille Marie Mériadec, nata il 28 luglio 1788, morta il 6 aprile 1860
- Isidore Marie, nato il 3 febbraio 1801, morto il 6 giugno 1825
- Josephine Marie Celeste, nata il 9 luglio 1802, morta il 1 giugno 1875
- Victor Marie Joseph, nato il 3 settembre 1803, morto il 24 gennaio 1873
- Marie Angélique, nata il 6 giugno 1805, morta il 16 gennaio 1882
- Frédéric Louis Marie, nato il 18 aprile 1807, morto il 14 marzo 1868
- Stanislas Marie Louis, nato il 27 novembre 1808, morto il 28 agosto 1869
- Rosalie Marie Charlotte, nata il 6 agosto 1812, morta il 11 ottobre 1820